# 高森一輝
高森 一輝（たかもり かずき、1991年8月13日 - ）は、日本のラグビー選手。

## プロフィール
- 千葉県出身。
- ポジションはフランカー(FL)、ナンバーエイト(No8)。
- 身長 178cm、体重 97kg
- 7人制日本代表に選ばれたことがある[1]。
- U20日本代表に選ばれたことがある[2]。

## 略歴
2010年、流経大柏高校卒業後、流通経済大学に入る。なお流経大柏高校時代、高校日本代表に選ばれた。
2013年、流通経済大学ラグビー部の主将に就任した。
2014年、流通経済大学卒業後、クボタスピアーズに加入。また同年には男子セブンズ学生日本代表の主将に選ばれた。
2015年11月14日に行われたジャパンラグビートップリーグ第1節の東芝ブレイブルーパス戦に先発出場ながら公式戦初出場を果たす。 
2018年、クボタスピアーズを退団した。